# Spiritueller Lehrer
Ein spiritueller Lehrer ist eine Person, die von anderen als besonders weise betrachtet wird, teilweise gar als erleuchtet, und daher als legitim anerkannt wird, anderen ihre Erkenntnisse über das Leben zu vermitteln. Diese Vermittlung kann über verschiedene Wege geschehen, bspw. über persönliche Gespräche, Vorträge, Satsangs und gemeinsame Übungen bei Retreats oder in einem Aschram, oder über Bücher, Hörbücher, Aufzeichnungen von Reden oder Podcasts. Die meisten der so verbreiteten Lehren besitzen gemeinsame Kerninhalte, bspw. die Wichtigkeit von Achtsamkeit (Geistesgegenwart) und die Schädlichkeit der Identifikation mit dem Ego.

## Spirituelle Lehrer in der Tradition östlicher Religionen
Die Bezeichnung für einen spirituellen Lehrer im Hinduismus, im Sikhismus und im tibetischen Buddhismus ist „Guru“, ein Ehrentitel, der ursprünglich aus dem Hinduismus stammt. In diesen Religionen herrscht die philosophische Überzeugung, dass die persönliche Wissensvermittlung durch einen Lehrer für einen Schüler unentbehrlich ist für dessen Weg zur Erleuchtung. Bis heute hat der Titel in Indien und unter den Anhängern der genannten Glaubensrichtungen seinen hohen Wert behalten. Im zeitgenössischen westlichen Sprachgebrauch wird die Bezeichnung „Guru“ seltener für spirituelle Lehrer verwendet, dann öfter mit abwertender Bedeutung, entweder wegen ihnen unterstellten unredlichen Motiven und/oder ihren Anhängerschaften, die ihnen kritiklos vertrauen.

## Spirituelle Lehrer im Westen
Das Phänomen spiritueller Lehrer erlebte Mitte des 20. Jahrhunderts einen Aufschwung in der westlichen Welt, gemeinsam mit dem Phänomen der Spiritualität allgemein. Überwiegend waren bzw. sind deren Lehren durch Buddhismus und Hinduismus geprägt, teilweise aber auch von christlicher Mystik, muslimischem Sufismus oder anderen Glaubensrichtungen. Häufig stammen die in der westlichen Welt populärsten Lehrer entweder selbst aus der westlichen Welt oder aus Indien. Zu den weltweit bekanntesten spirituellen Lehrern seither zählen Osho, Alan Watts und Eckhart Tolle. Als weitere Beispiele lassen sich nennen: Ram Dass, Rupert Spira, Adyashanti, Jiddu Krishnamurti, Ramana Maharshi und dessen Schüler H. W. L. Poonja („Papaji“), der 14. Dalai Lama, Thich Nhat Hanh, Sadhguru und Amma. Ebenfalls spirituell inspirierend für viele Menschen weltweit war Mahatma Gandhi, welcher allerdings nicht als spiritueller Lehrer auftrat, sondern als politischer Revolutionär.
Die bedeutendsten spirituellen Lehrer im deutschsprachigen Raum werden nur selten gleichzeitig auch als Gurus bezeichnet und vermeiden selbst diesen Begriff konsequent, wegen dessen negativer Konnotation in der Mehrheitsgesellschaft. Sie verbreiten ihre Lehre (teilweise als „Traumaheilung“) unter anderem über Selbsthilfebücher/-hörbücher, Retreats/Satsangs und Ausbildungen, die den Therapeuten-Ausbildungen in der humanistischen Psychotherapie stark ähneln. Beispiele für lebende spirituelle Lehrer im deutschsprachigen Raum, abgesehen von Eckhart Tolle, sind Veit Lindau, Gopal Norbert Klein (bekannt durch die Entwicklung der Methode „Ehrliches Mitteilen“), Samarpan und Christian Meyer (beide in der Traditionslinie von Papaji). sowie Meyers ehemalige Schülerin Brigitte Koch-Kersten. Meyer sowie Koch-Kersten entwickelten jeweils Bewusstheitsübungen zur Durchführung zuzweit („Dyaden“).